# Falklandy
Falklandy, též Malvíny (anglicky Falkland Islands, španělsky Islas Malvinas), jsou zámořské území Spojeného království a leží v jižním Atlantiku na patagonském šelfu. Hlavní ostrovy jsou asi 480 km východně od jižního patagonského pobřeží Jižní Ameriky a asi 1210 km od mysu Dubouzet na severním cípu Antarktického poloostrova. Souostroví o rozloze 12 000 km2 zahrnuje východní Falkland, západní Falkland a 776 menších ostrovů. Jako britské zámořské území mají Falklandy vnitřní samosprávu, ale Spojené království přebírá odpovědnost za jejich obranu a zahraniční záležitosti. Hlavním městem a největším sídlem je Port Stanley na východním Falklandu.

## Historie
Ostrovy byly objeveny člověkem patrně před více než 1000 lety. Neobydlené ostrovy byly objeveny anglickým mořeplavcem Johnem Davisem roku 1592. První kolonie, avšak francouzská, byla založena až v roce 1764. Roku 1766 zde vznikla i britská osada Port Egmont. Ostrovy byly poté krátce ve španělském držení do doby, než je roku 1820 na 13 let ovládly Spojené provincie Río de la Plata. Roku 1833 ostrovy obsadili Britové, kteří zde vládnou a žijí dosud.

### 20. století
V prosinci 1914 došlo u ostrovů k námořní bitvě mezi britskou a německou eskadrou.

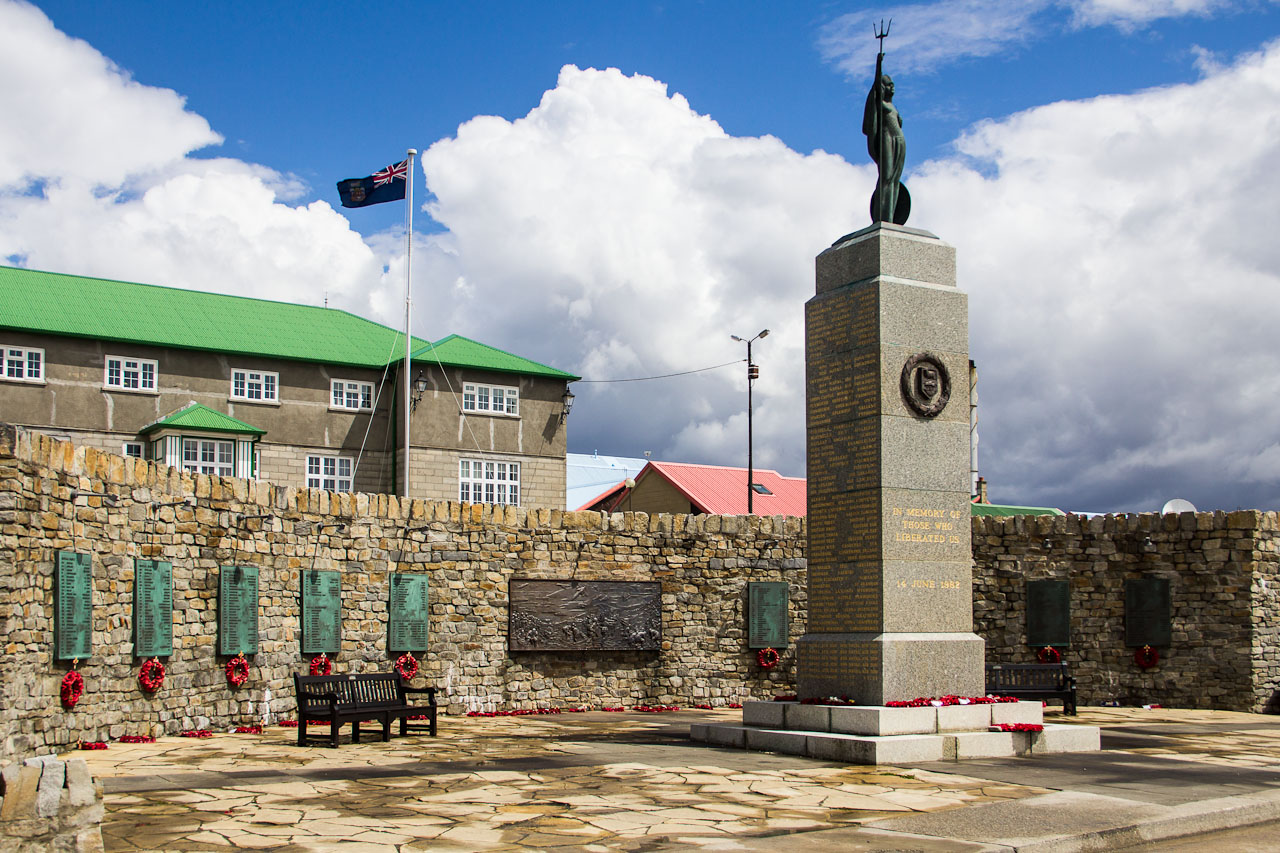
Památník v Port Stanley připomíná válku o Falklandy z roku 1982

Argentina, která britskou „okupaci“ nikdy neuznala, po letech jednání (od 1966) ostrovy 2. dubna 1982 vojensky obsadila. Po krátké argentinsko-britské válce o Falklandy, probíhající od dubna do června roku 1982, vypudila britská vojska argentinské složky z ostrovů. Vztahy mezi Spojeným královstvím a Argentinou byly plně normalizovány až roku 1990, aniž by se však Argentina vzdala svých mocenských nároků na Falklandy, jak uvádí i nová argentinská ústava z roku 1994.
V roce 1962 získaly dosavadní falklandské dependence (závislá území) Grahamova země, Jižní Orkneje a Jižní Shetlandy zvláštní status jako Britské antarktické území. V roce 1985 pak zvláštní status dostaly i Jižní Georgie a Jižní Sandwichovy ostrovy.

### 21. století
V únoru 2010 Argentina protestovala proti těžebnímu průzkumu v oblasti souostroví, nedávné průzkumy ukazují, že se v oblasti nachází až 60 miliard barelů ropy. Stanovisko Argentiny podpořily i další jihoamerické státy.
Ve dnech 10.–11. března 2013 proběhlo na Falklandách referendum s účastí 92 %. Většina 99,8 % hlasujících se vyslovila pro setrvání Falkland jako Britského antarktického území.

## Symboly
Falklandy, závislé území Spojeného království, užívá vedle britských symbolů i své vlastní.

### Vlajka
Falklandská vlajka je tvořena britskou modrou služební vlajkou (Blue Ensign) s falklandským vlajkovým emblémem (anglicky badge), který je umístěný ve vlající části.

### Znak
Falklandský znak je tvořen děleným štítem – v horní části na modrém poli vyobrazený bezrohý beran stojící na zelené trávě, v dolní části je na modrých a bílých vlnách plachetnice Desire, jejíž posádka ostrovy objevila. Pod štítem je stuha s mottem „DESIRE THE RIGHT” (česky Přej si to správné).

## Galerie

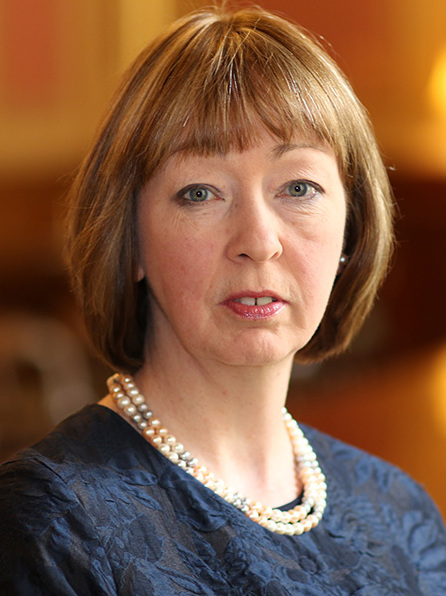
Guvernérka Falklandských ostrovů Alison Blakeová

Mapa
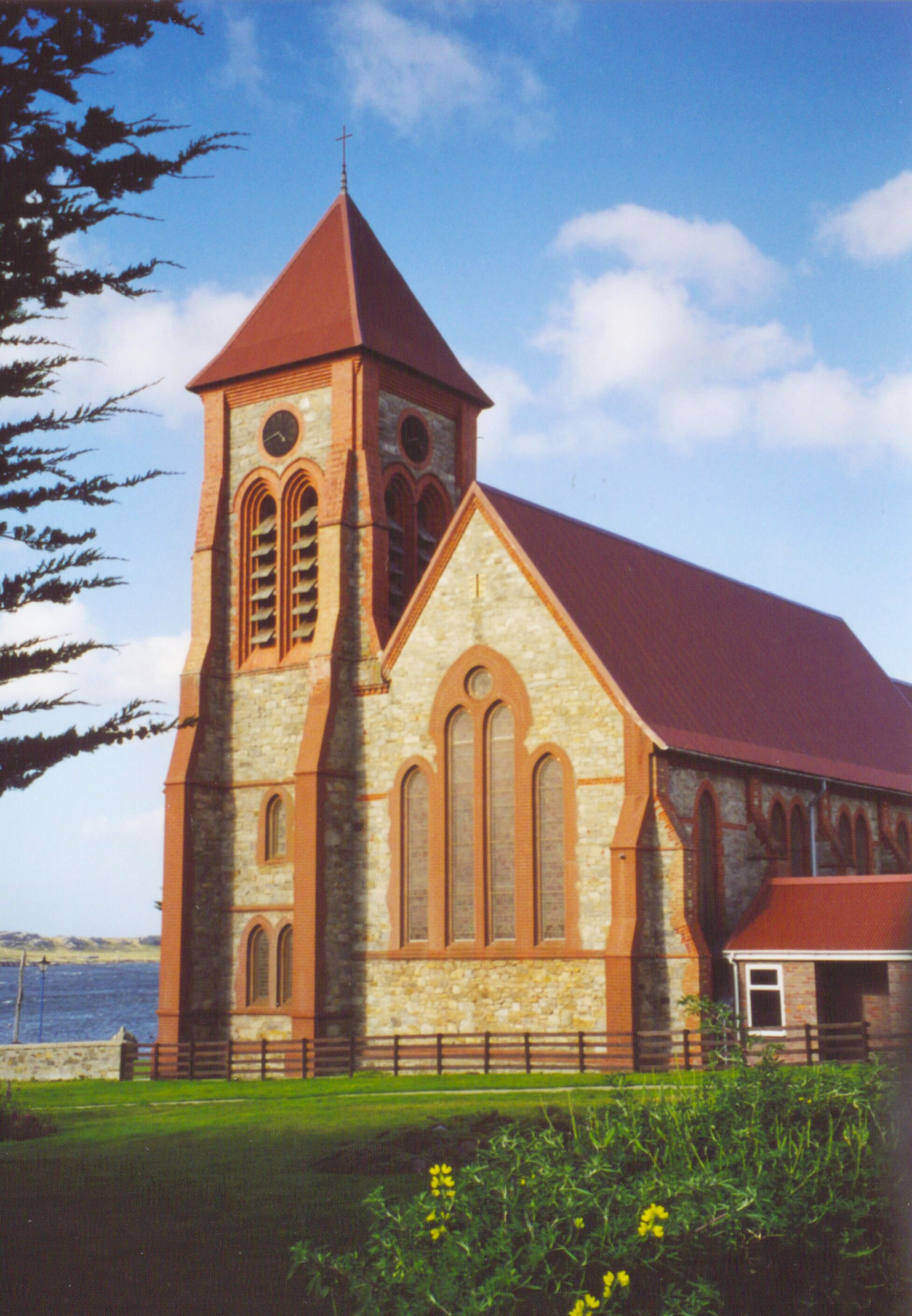
Christchurch Cathedral v hlavním městě Port Stanley.
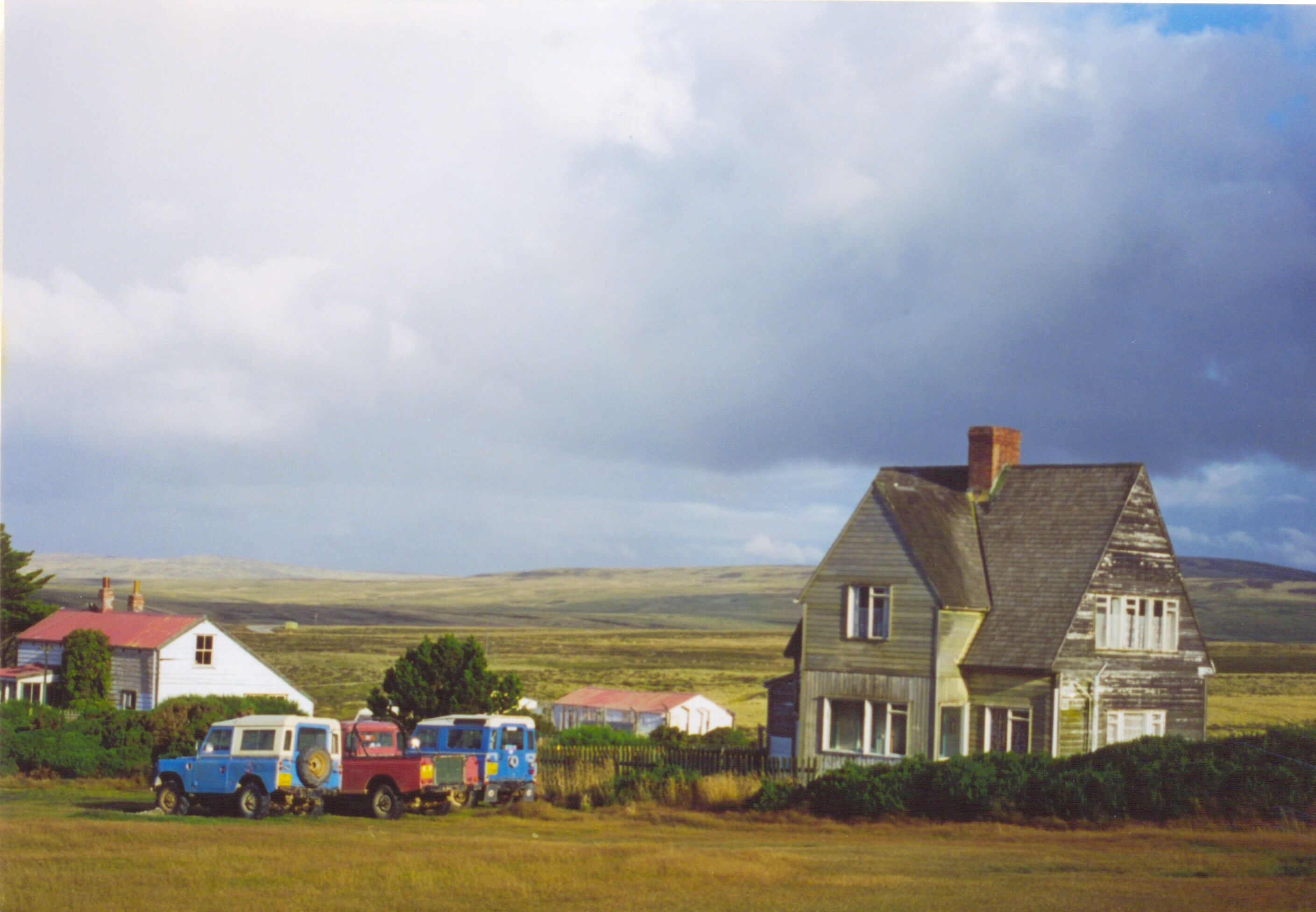
Camp settlement